# Nikola Cattani
Nikola Cattani (Nicolo Cattani) (Mali Lošinj, 1812./Split, 1813. − Split, 1892.) je bio hrvatski liječnik i hrvatski preporoditelj.

## Životopis
Rodio se je u Malom Lošinju 1812. godine. Maturirao u zadarskoj gimnaziji po završetku školske godine 1827./1828. (?)
Završio je studij medicine. 
Još prije ustanovljenja splitskih toplica, zabilježio je da je na mjestu gdje je danas splitska ribarnica i toplice do 1821. postojao sumporni izvor koji je do te 1821.g. služio za pranje platna. Iste godine na tom su izvoru napravljene Splitske toplice. Upravljao je splitskim Sumpornim kupalištem punih 50 godina. 
1848. zabilježen je kao jedan od čelnika grada Splita.
Prvi je uveo anesteziju eterom u splitsku bolnicu.